# Davide Bonora
Davide Bonora (Bologna, 5 febbraio 1973) è un allenatore di pallacanestro, dirigente sportivo ed ex cestista italiano.
È soprannominato Pandorino o Pando.

## Carriera

### Club
Playmaker puro e ordinato, Bonora cresce nelle giovanili della Virtus Bologna, con cui esordisce in Serie A1 il 18 marzo 1990 contro Montecatini. Oltre a quella breve apparizione, l'unica stagionale, Bonora ne colleziona un'altra nel corso del campionato seguente.

Bonora nel 1991 a Verona

Il suo primo periodo in bianconero si chiude nell'estate 1991, quando approda alla neopromossa Scaligera Verona come parziale contropartita nello scambio che porta Riccardo Morandotti a Bologna. Nella sua prima stagione in Veneto Bonora gioca in A1 poco più di 8 minuti a partita, anche se un infortunio occorso a Sandro Brusamarello gli consente di iniziare titolare in gara 2 delle semifinali di Coppa d'Europa 1991-1992, persa di misura sul campo del Real Madrid. I gialloblu chiudono il campionato con la retrocessione nella Serie A2 1992-1993, categoria nella quale Bonora diventa il nuovo playmaker titolare. La permanenza dei veronesi in A2 dura solo un anno, visto che la truppa del nuovo tecnico Franco Marcelletti riconquista la A1 a fine stagione. Nonostante il salto di categoria, il ventunenne Bonora viene confermato titolare in cabina di regia di una squadra che – da neopromossa – arriva a chiudere la regular season al quarto posto e a continuare poi la corsa play-off fino alle semifinali scudetto, perse 2-1 contro la Virtus Bologna. Bonora conferma le sue prestazioni anche nel corso dell'annata seguente (1994-1995), ma a gennaio è costretto a terminare anzitempo la sua annata per via di una lesione legamentosa.
Nell'estate 1995 viene ceduto alla Benetton Treviso dove ricopre anche qui il ruolo di playmaker titolare, allenato in questo caso da coach Mike D'Antoni. A fare lo stesso percorso da Verona a Treviso è anche il compagno di squadra Henry Williams. Pur non raggiungendo mai i 10 punti di media stagionali durante la sua militanza trevigiana, la seconda annata di Bonora in biancoverde si conclude con lo scudetto vinto nelle finali contro la Fortitudo Bologna: a circa tre minuti e mezzo dalla fine della decisiva gara 5, sul punteggio di 72-72, una sua palla rubata a Carlton Myers seguita da un canestro più fallo subìto si rivela importante per indirizzare il titolo in favore dei veneti. In vista dell'annata seguente D'Antoni torna però negli Stati Uniti, come nuovo tecnico viene assunto un allenatore dalla filosofia differente come Željko Obradović: la Benetton non riesce a bissare il titolo, ma vince comunque la Coppa Saporta 1998-1999. Bonora rimane a Treviso fino alla stagione 1998-1999.
A otto anni di distanza dalla sua partenza dalla Virtus Bologna, Bonora torna ad essere un giocatore del club felsineo a partire dal luglio 1999, anche se il suo ruolo è stavolta quello di iniziare dalla panchina, visto anche la permanenza di Antoine Rigaudeau. Il 12 dicembre 1999 Bonora si rompe un ginocchio nella vittoria casalinga su Cantù ed è costretto ad un'assenza di nove mesi. Ristabilitosi, fa parte della squadra che nel corso della stagione 2000-2001 vince sia lo scudetto che la Coppa Italia che l'Eurolega. Il 30 settembre 2001, nel match della terza giornata sul campo di Imola, subisce un infortunio alla caviglia che lo porta ad operarsi e a tornare in campo solo a fine febbraio 2002.
Terminato il triennio della seconda parentesi con le vu nere, Bonora nell'agosto 2002 approda alla Virtus Roma, dove continua ad essere utilizzato prevalentemente dalla panchina. Con i capitolini rimane tre stagioni, poi nel 2005-2006 viene ingaggiato dalla Scandone Avellino, altra società di Serie A.
Nel 2006-2007 lascia la massima serie per trasferirsi alla Nuova Sebastiani Basket Rieti nel campionato di Legadue: a fine stagione la formazione sabina centra la promozione in Serie A, aggiudicandosi inoltre anche la Coppa Italia di Legadue. Inizia l'annata successiva a Rieti tornando a calcare dunque i parquet della massima serie, ma il 10 dicembre 2008 viene messo sotto contratto dalla Reyer Venezia scendendo nuovamente in Legadue. Nell'agosto 2009 firma per la NSB Napoli (ovvero la NSB Rieti che aveva appena spostato la propria sede sociale nel capoluogo partenopeo): qui ritrova Franco Marcelletti, il coach che lo aveva lanciato a Verona a 19 anni, tuttavia dopo qualche mese le difficoltà economiche della società partenopea lo costringono a spostarsi ancora (tanto che il club viene radiato a stagione in corso) e così a gennaio Bonora si accasa all'Olimpia Matera in Serie A Dilettanti.
Il 28 agosto 2010 firma un contratto biennale con Montecatini grazie anche all'opera di convincimento del suo amico Andrea Niccolai, nuovo general manager della società toscana e suo ex compagno di squadra alla Benetton Treviso. È questa la sua ultima parentesi da giocatore.
Dal luglio 2011 al giugno 2012 è team manager della Virtus Roma.
Nel giugno 2014 riceve il suo primo incarico da allenatore con la chiamata da parte dell'Eurobasket Roma, formazione militante in Serie B con un rapporto di collaborazione attivo con la Virtus Roma. Al termine dell'annata 2015-2016, la truppa di coach Bonora raggiunge la promozione in Serie A2. Il 10 maggio 2017, raggiunta la salvezza in Serie A2, il tecnico bolognese rinnova il contratto con la società romana per la quarta stagione consecutiva. Mantiene l'incarico fino al 17 ottobre 2017, quando viene esonerato. Il 28 marzo 2018 torna a rivestire un ruolo all'interno dell'Eurobasket Roma, con la nomina a nuovo general manager del club. Rimane in carica fino al luglio 2020.

### Nazionale
Bonora debutta con la nazionale maggiore il 14 ottobre 1993, nell'amichevole contro la Lettonia disputata a Brindisi. La sua parentesi in azzurro dura fino al 3 luglio 1999, giorno della finale degli Europei di quell'anno vinti contro la Spagna, incontro che però non lo ha visto scendere in campo.

## Palmarès

### Nazionale
- Europei:

 Francia 1999
 Spagna 1997
- Goodwill Games

 San Pietroburgo 1994

### Club
- Eurolega: 1

Virtus Bologna: 2000-01
- Campionato italiano: 2

Pall. Treviso: 1996-97
Virtus Bologna: 2000-01
- Coppa Italia: 2

Virtus Bologna: 2001, 2002
- Supercoppa italiana: 1

Pall. Treviso: 1997
- Coppa Saporta: 1

Pall. Treviso: 1998-99
- Coppa Italia di Legadue: 1

Nuova Sebastiani Rieti: 2007
- Legadue: 1

Nuova Sebastiani Rieti: 2006-07
- Coppa Italia Serie C Dilettanti: 1

RB Montecatini Terme: 2011

### Individuale
- MVP Coppa Italia Serie A: 1

Scaligera Verona: 1994